# Heteroátomo

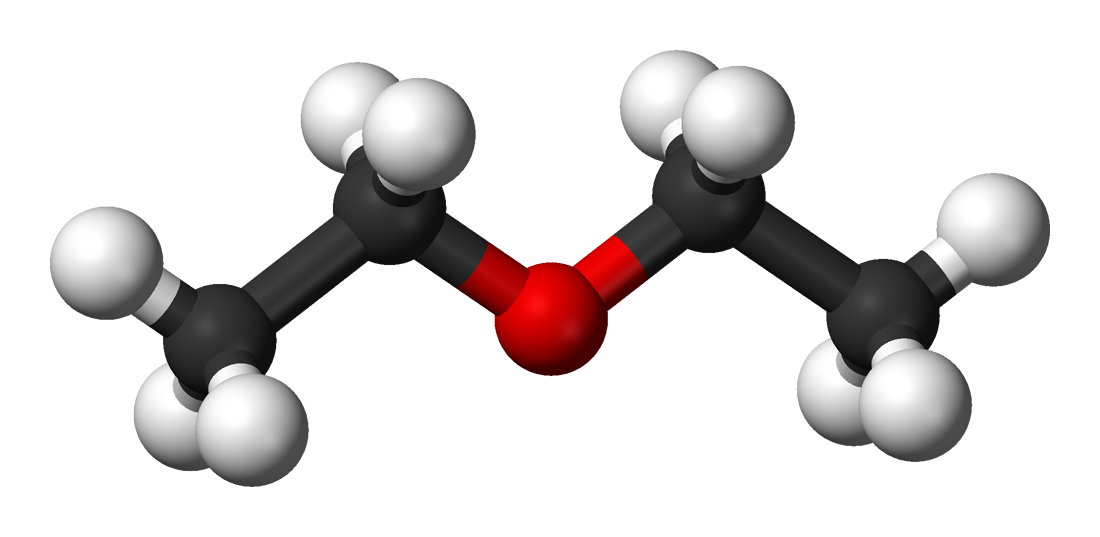
Éter etílico, exemplo de éter, função orgânica marcada pela presença de um heteroátomo - o oxigênio, entre dois átomos de carbono.

No estudo compostos orgânicos, átomos que não são de carbono nem de hidrogênio e se encontram entre dois ou mais átomos de carbono, isto é, integram a cadeia carbônica, são denominados heteroátomos. Os heteroátomos mais comuns são: nitrogênio, oxigênio, enxofre, fósforo e boro.

## Caso dos monovalentes
Elementos monovalentes, como o hidrogênio e halogênios (flúor, cloro, bromo, iodo, ástato e tenessino), fazem apenas uma ligação covalente. Portanto, é impossível que sejam cercados por carbonos, já que tal fenômeno requer a ocorrência de ao menos duas ligações. Desse modo, conclui-se que H, F, Cl, Br, I, At e Ts são incapazes de serem heteroátomos.

## Caso das extremidades

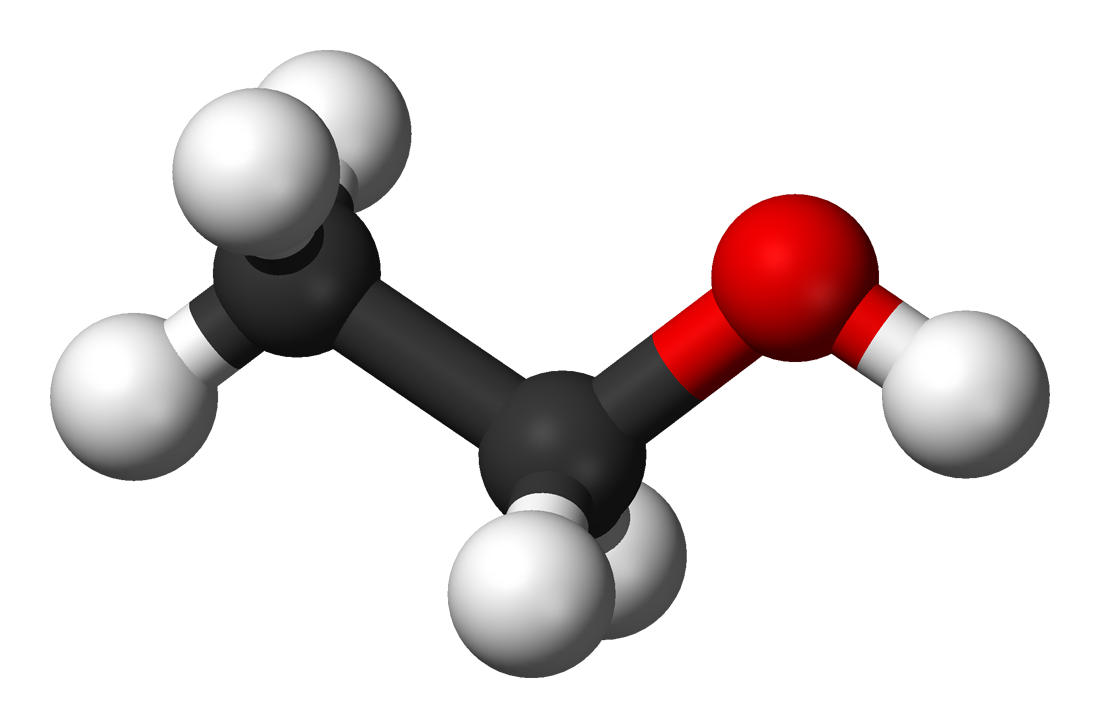

Em casos como  o do etanol, à esquerda, é comum considerar erroneamente que a cadeia é heterogênea, a partir do pressuposto que o átomo de oxigênio, por não ser carbono nem hidrogênio, é heteroátomo. No entanto, um requisito não é atendido - o oxigênio não está cercado por carbonos, faz somente uma ligação com átomo desse tipo. 
Assim, concluí-se que átomos diferentes de C e H, caso estejam numa das extremidades da molécula, não são heteroátomos.
Evidentemente, tal condição não é restrita ao O, mas a todo átomo que não pertence à cadeia, seja ela a cadeia principal ou uma ramificação. Na ureia, por exemplo, os átomos de nitrogênio encontram-se nas "beiradas" da molécula, de modo a não serem classificados como heteroátomos.
São compostos comuns que exemplificam tal situação as substâncias a seguir. Os átomo em negrito não são heteroátomos.
- Metanol: H3C - OH
- Propanona: H3C(CO)CH3
- But-2-eno-1-tiol: H3C - CH = CH2 - CH2 - S - OH

## Casos verdadeiros
Desde que haja a correspondência os requisitos anteriormente citados, o átomo em questão torna a cadeia heterogênea, de modo a ser classificado como heteroátomo. Tal quadro ocorre nos compostos a seguir:  
|         |  |          |
| Uracila |  | Dipirona |

Em cadeias fechadas, caso haja heteroátomos, o composto é classificado como heterocíclico.